# Kim Sun-young (aktorka, ur. 1980)
Kim Sun-young (hangul: 김선영; ur. 17 kwietnia 1980 w Pusan) – południowokoreańska aktorka, najbardziej znana z ról w koreańskich filmach takich jak W pogoni z 2008 roku, gdzie zagrała rolę drugoplanową, Love Lesson, gdzie zagrała główną rolę samotnej kompozytorki, Toxic Desire: Addiction i Female War: A Nasty Deal.

## Filmografia

### Seriale
- Come Back Alive (SBS 2016)
- Boży dar – 14 dni (SBS 2014)
- Jikjang yeonaesa (OCN 2007)
- Sexi Mong (OCN 2007)
- Hyena (tvN 2006)

### Filmy
- Daddy's Back (Abbaga Dolawassda) (2016)
- Female War: A Nasty Deal (2015)
- Toxic Desire: Addiction (2014)
- Wish Taxi (Secret Travel) (2013)
- Love Lesson (Hwaryeonhan Oechul) (2013) jako Hee-Soo
- The Servant (Bang Ja Jeon) (2010)
- Where is Jung Seung-Phill (2009)
- While You Were Sleeping (2008)
- Dobry, zły i zakręcony (2008)
- W pogoni (2008)
- Manners In Battle (2008)
- Living With A Sexy Ghost (2008)